# Pont Adolphe
Le pont Adolphe (luxembourgeois : Adolphe-Bréck ou Nei Bréck, allemand : Adolphe-Brücke) est situé à Luxembourg-Ville, dans le sud du Luxembourg. Il relie le boulevard Royal, en Ville-Haute, à l'avenue de la Liberté, dans le quartier de la gare et permet à la route nationale 2, ainsi qu'au  tramway de Luxembourg, de franchir la vallée de la Pétrusse. Il est de ce fait la principale route reliant le centre-ville, la Ville-Haute, et le sud de la ville.
Depuis sa rénovation, le pont est équipé sous son tablier d'origine d'une passerelle suspendue, ouverte aux cyclistes et aux piétons, fixée au tablier, qui constitue une première mondiale.

## Toponymie
Le pont est nommé d'après le grand-duc Adolphe, de son vivant.

## Histoire

### Contexte
Le développement de la ville au XIXe siècle vers le plateau Bourbon et la gare ferroviaire, ouverte en 1853, provoque l'apparition d'un nouveau quartier, le quartier de la gare. La passerelle en bois qui franchissait la Pétrusse, donnant accès à la forteresse depuis le sud, est remplacée en 1861 par un viaduc en pierre, toujours nommé la Passerelle, qui s’avérera vite étroit, avec ses 7,50 m de large, face au développement de la ville permis par le démantèlement de la place forte militaire en 1867.
Le premier projet fut confié à l'ingénieur Albert Rodange (lb) en 1896, mais le gouvernement du Grand-Duché souhaitait la collaboration d'un expert dans le domaine, au vu des dimensions impressionnantes de l'ouvrage : ainsi, Paul Séjourné modifia le projet initial par la division en arches jumelées, qui eut pour effet d'affiner l'ouvrage et de diminuer les quantités de pierre nécessaires à la construction.

### Le pont

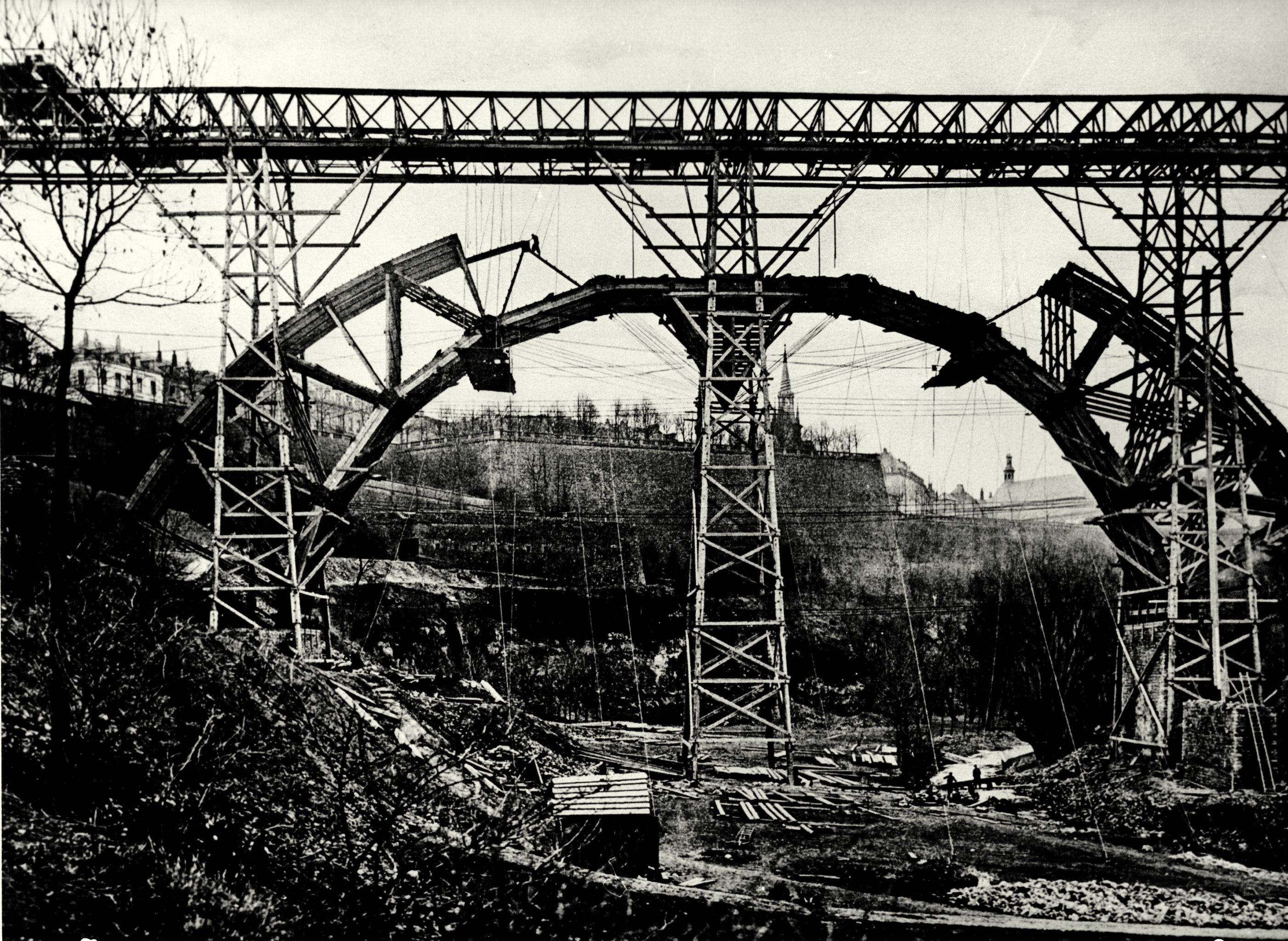
Construction du pont.

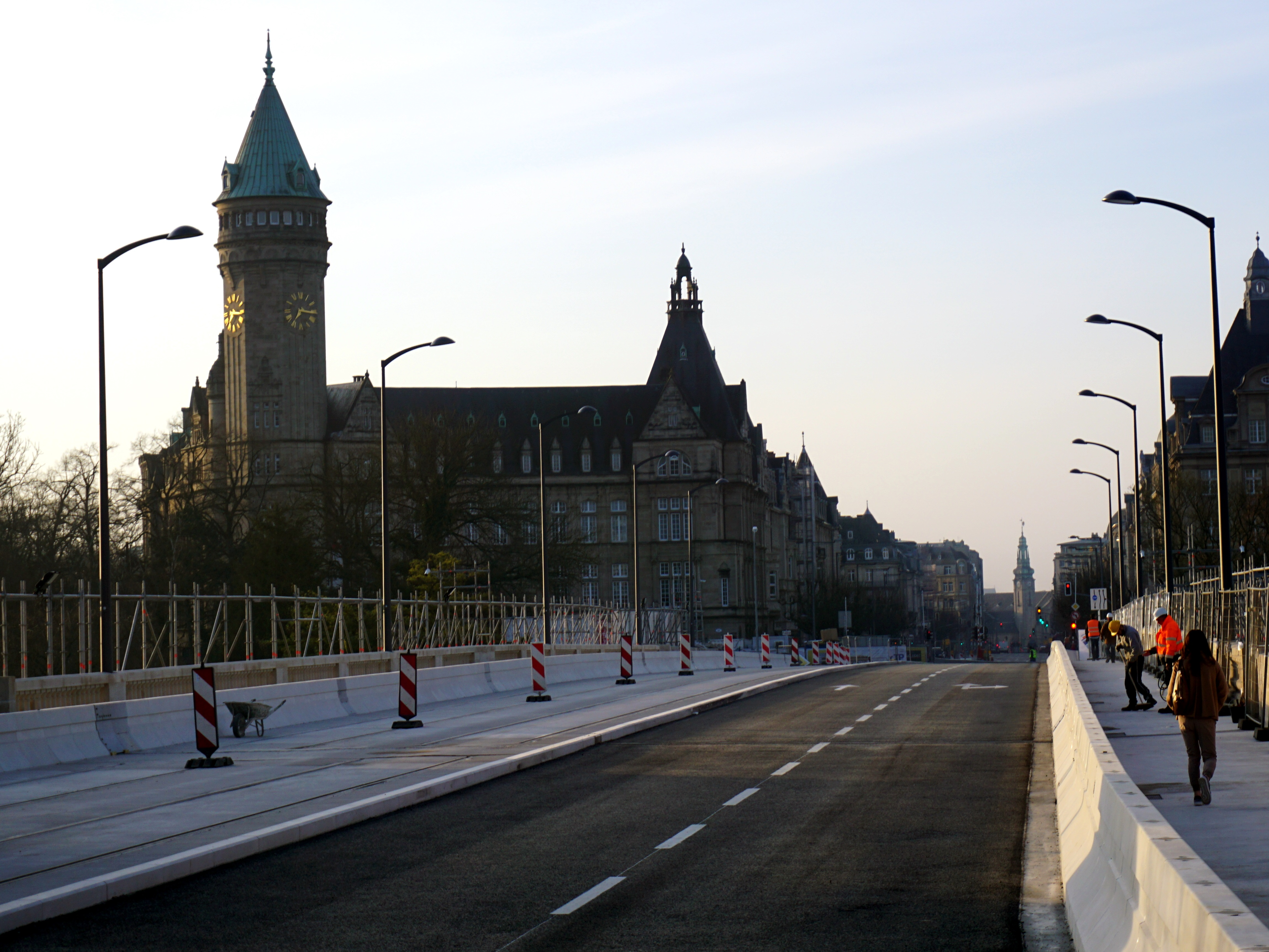
Le pont rénové, avec les voies du futur tramway.

La première pierre du pont est posée le 14 juillet 1900 par le grand-duc Adolphe. La maçonnerie et toute la partie en pierre de taille est réalisée par Fougerolle Frères (l'entreprise créée par Philippe Fougerolle) avec des pierres provenant de plusieurs carrières du pays (Gilsdorf, Ernzen, Dillingen et Verlorenkost), tandis que la dalle en béton est réalisée par la société d'Edmond Coignet. La construction du pont est documentée tout au long par le photographe Charles Bernhoeft. Le pont est mis en service le 24 juillet 1903. Sa vocation était initialement de permettre au tramway Luxembourg – Echternach (surnommé Charly, du nom de Charles Rischard, directeur général des Travaux Publics) de franchir la vallée de la Pétrusse.
En 1933, des essais de surcharge sont effectués par le professeur Ross de l'École polytechnique fédérale de Zurich en Suisse.
La dalle en béton est complètement renouvelée en 1961 et 1962 et le tablier est élargi d'un mètre (l'ouvrage passant de 16 à 17,20 m de large), tandis que les balustrades et le garde-corps sont remplacés. Des travaux mineurs sont menés en 1976, avec la pose d'une nouvelle couche de roulement et le rehaussement des trottoirs, afin de mieux protéger les piétons.
L'administration des ponts et chaussées mène des études dans les années 1990 qui révèlent que le pont est dans un état inquiétant : de nombreux blocs de pierre sont endommagés et les voûtes présentent des déformations ; après vérifications, l'administration conclut qu'elles datent de la construction de l'ouvrage et qu'elles viennent vraisemblablement de l'usage de cintres déformés pour la construction des arcs. Des fissures ont aussi été remarquées en 1996 et il a été conclu qu'elles provenaient de la reconstruction du tablier dans les années 1960, celui-ci ayant été reconstruit avec un vice de fabrication sollicitant les arcs de façon anormale vers l'extérieur. De plus, le pont présentait une étanchéité insuffisante.
Entre septembre 2003 et août 2004, l'administration des ponts et chaussées réalise des travaux de stabilisation de l'ouvrage, consistant à consolider les deux arcs principaux fissurés par 258 barres d'ancrages, dont l'une casse en février 2005, obligeant à fermer l'accès des chemins piétonniers le long de la Pétrusse ; il s’avérera que la barre a cassé d'elle-même sans lien avec la stabilité du pont. Le cheminement piéton est rouvert dans la vallée côté Ville-Haute après un léger desserrage des barres de ce côté, mais ne rouvrira côté Gare qu'après la rénovation définitive de l'ouvrage, plus endommagé de ce côté-ci.
En 2008, des capteurs optiques sont installés afin de surveiller l'état du pont et fin 2009, une auscultation géoradar met au jour des fissures internes de la structure, invisibles à l’œil nu.

### Rénovation

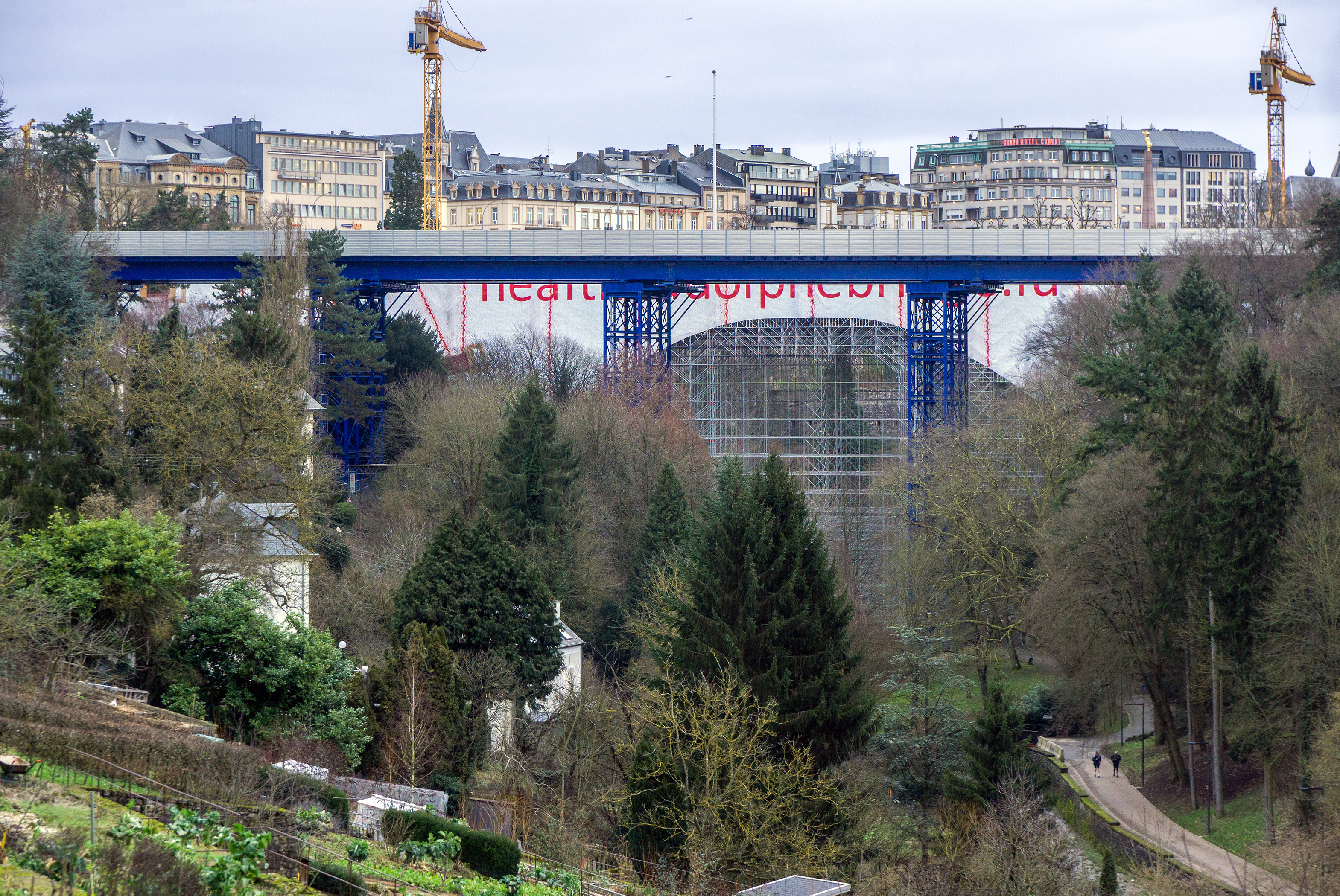
Le pont bleu et le pont Adolphe.

Le premier avant-projet, présenté le 20 juin 2006, prévoyait d'évider les arcs principaux et de les remplacer par du béton armé, tandis que seule la maçonnerie extérieure serait maintenue. Ce projet est abandonné après une audience publique du 17 mars 2007, durant laquelle la population demande à conserver au maximum la structure d'origine de l'ouvrage, ce qui conduit à la définition d'un nouveau projet en 2008.
De nouvelles études sont menées entre 2008 et 2011 afin de trouver une solution adaptée ; le dossier final est bouclé en 2012 et le projet de loi est présenté à la Chambre des députés le 19 décembre 2012.
La rénovation du pont nécessite sa fermeture complète, la tablier et les tympans devant en effet être complètement reconstruits, ainsi que l'enlèvement d'une partie des voûtes d'élégissement et le renforcement des arcs,. Le pont Adolphe étant un axe majeur de la ville, un pont provisoire nommé pont bleu, en raison de sa couleur, et long de 174 m, est mis en place à 30 m l'ouest de l'ouvrage existant afin d'écouler le trafic automobile,. Il est constitué de trois voies de circulation dont une réservée aux autobus et permet le passage des piétons par un trottoir situé sur un côté de l'ouvrage. La construction du pont bleu est autorisée par une loi du 10 mai 2011. La réhabilitation du pont s'accompagne de la pose des voies pour le tramway de Luxembourg qui franchira le pont en 2019 ou 2020, et d'un nouvel élargissement de 17,20 à 18,70 m de large.
Lors de sa rénovation, la création d'une piste cyclable est prévue, mais rendue difficile, car la création de cette piste supprimerait soit une voie de circulation, soit rétrécirait les trottoirs déjà très étroits. De là vient une proposition de Jo Simon de la Lëtzebuerger Vëlos-Initiativ (LVI), qui la juge lui-même complètement folle, une passerelle à vélos fixée sous le pont. Si Claude Wiseler, alors ministre, refuse l'idée à demi-mot, décision critiquée par la LVI en février 2014, son successeur François Bausch est séduit et intègre la passerelle au projet en mars 2015. L'idée est critiquée, les détracteurs jugeant que ce projet dénature le pont d'origine. Cette passerelle suspendue sous un autre pont constitue une première mondiale et est installée courant 2016.
Les travaux, commencés en 2013, se sont achevés le 25 mars 2017. La passerelle suspendue est quant à elle inaugurée et mise en service le 17 septembre 2017, et est ouverte aussi bien aux cyclistes qu'aux piétons qui peuvent ainsi admirer la vue sur la vallée de la Pétrusse,.
En mai et juin 2020, des travaux de finalisation sont menés, avec notamment la pose des joints de dilatation sous les rails du tramway, ce qui nécessite de percer la dalle de béton coulée en 2017.

## Caractéristiques

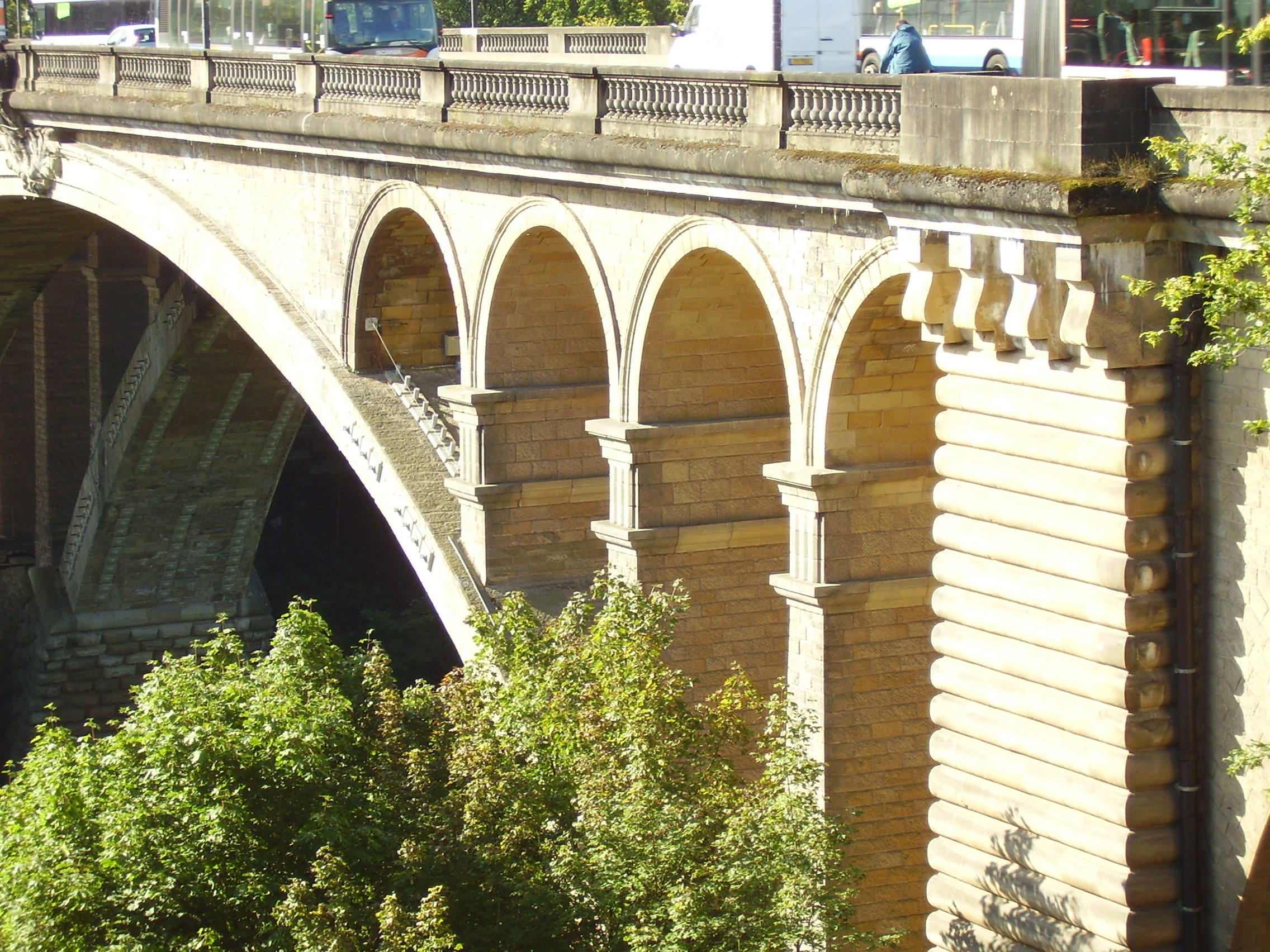
Détail des quatre voûtelettes surplombant la grande arche

L'ouvrage, conçu en partie par Paul Séjourné est une réalisation majeure de sa carrière, il était lors de son inauguration, le 24 juillet 1903 le plus grand pont en voûtes maçonné du monde avant d'être dépassé par le pont de Syratal en Allemagne mesurant quant à lui 90 m.
Il est constitué de trois arches chacune jumelées dont deux de 21,60 m d'ouverture et d'une arche centrale de 84,65 m d'ouverture et 31 m de flèche pour une longueur totale de 153 m. Le cartouche présent sur la clef de voûte de l'arche principale représente les armes du Grand Duc Adolphe. Le tablier a la particularité d'être en béton armé, technique utilisée depuis seulement une dizaine d'années à l'époque, depuis que le Français Joseph Monier avait déposé des brevets sur ce matériau prometteur.
La passerelle suspendue sous le tablier mesure quant à elle 154 m de long et est large de 4 m, la largeur disponible entre les deux arches de maçonnerie.
Aujourd'hui, le pont Adolphe est un point touristique incontournable de la capitale et un élément majeur du patrimoine luxembourgeois.

La passerelle suspendue
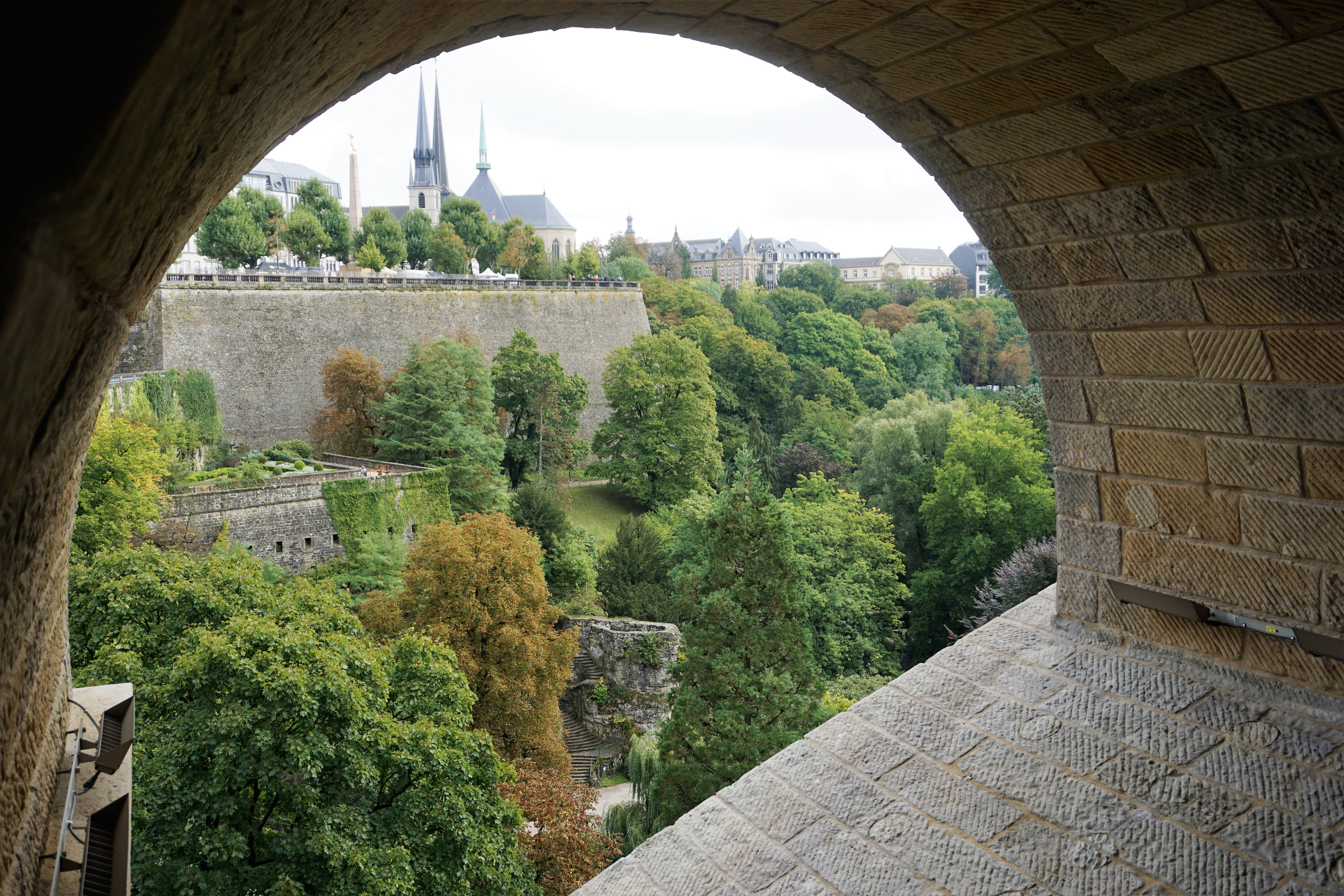
Vue depuis la passerelle suspendue.
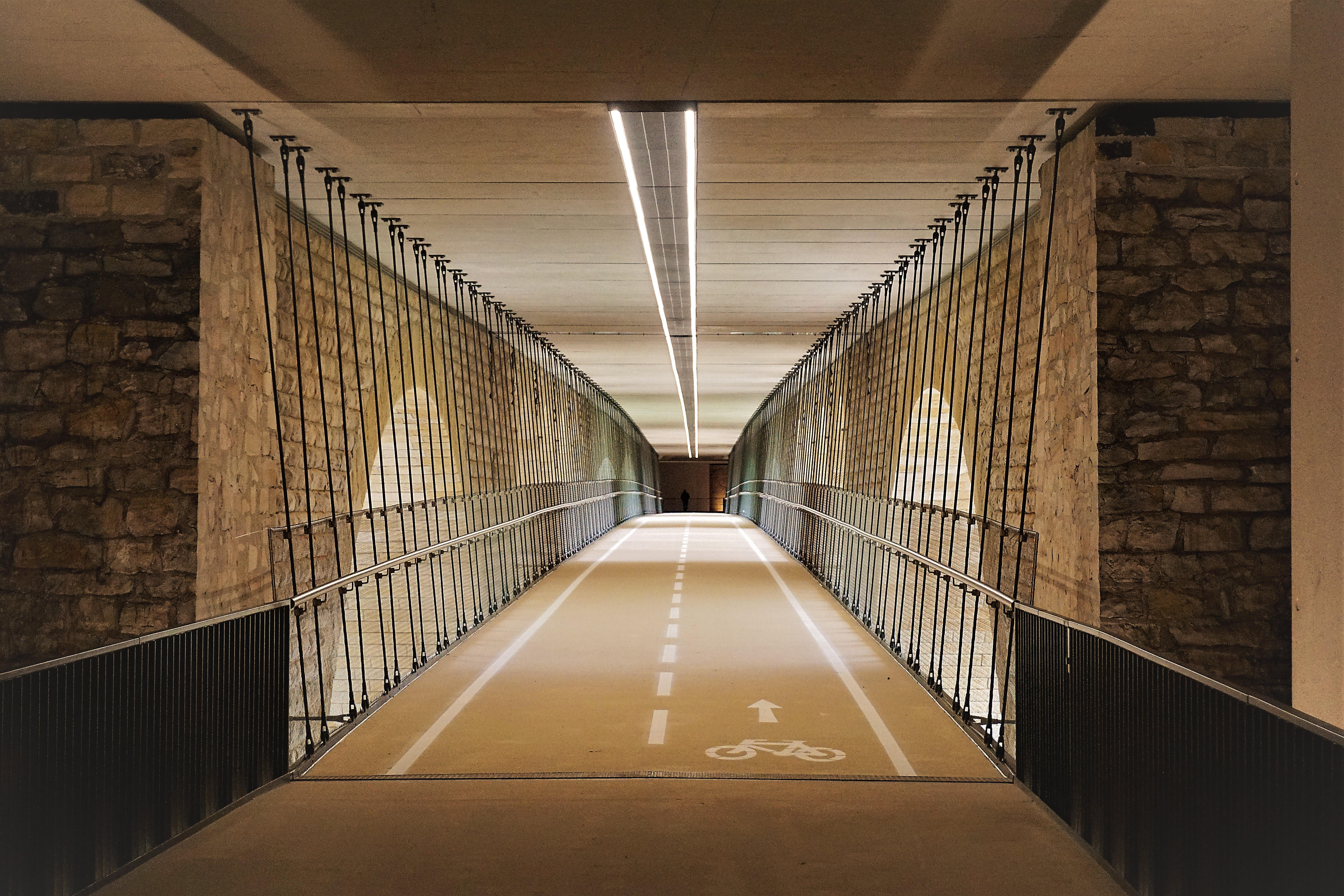
La passerelle. De part et d'autre, l'espace réservé aux piétons. L'éclairage est assuré par des LED placées sur un « rail » central.
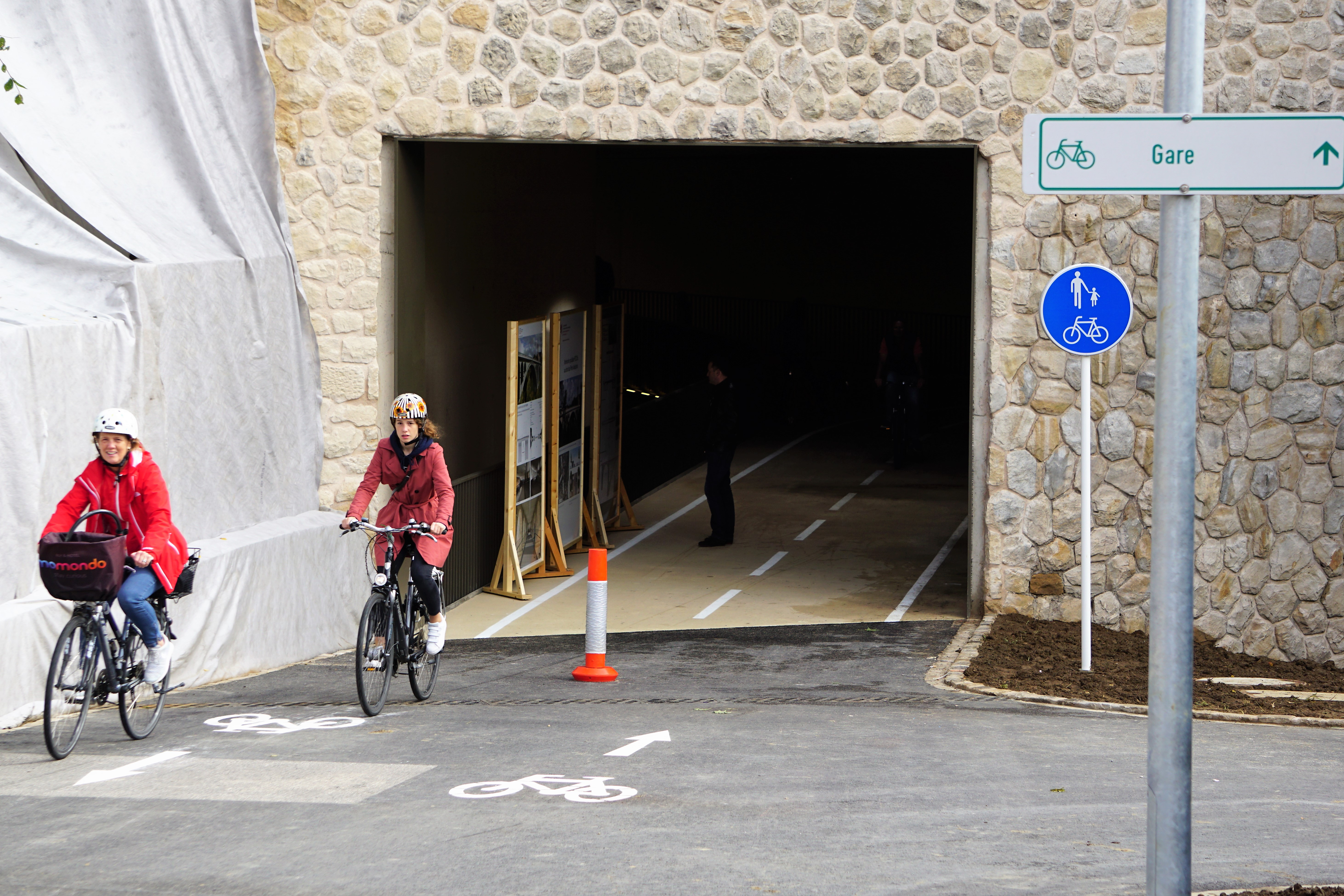
Accès à la passerelle côté nord.
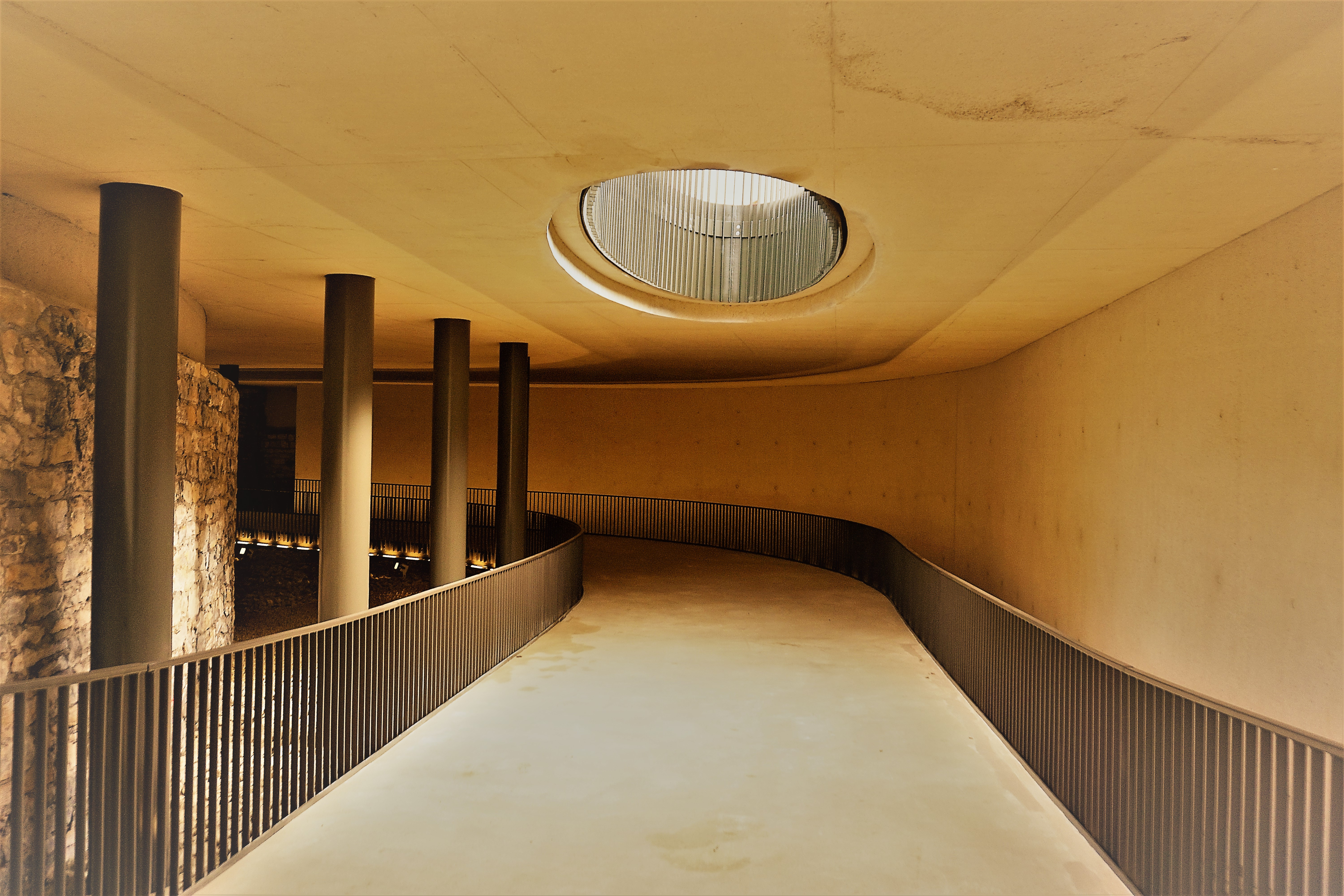
Accès à la passerelle côté sud.
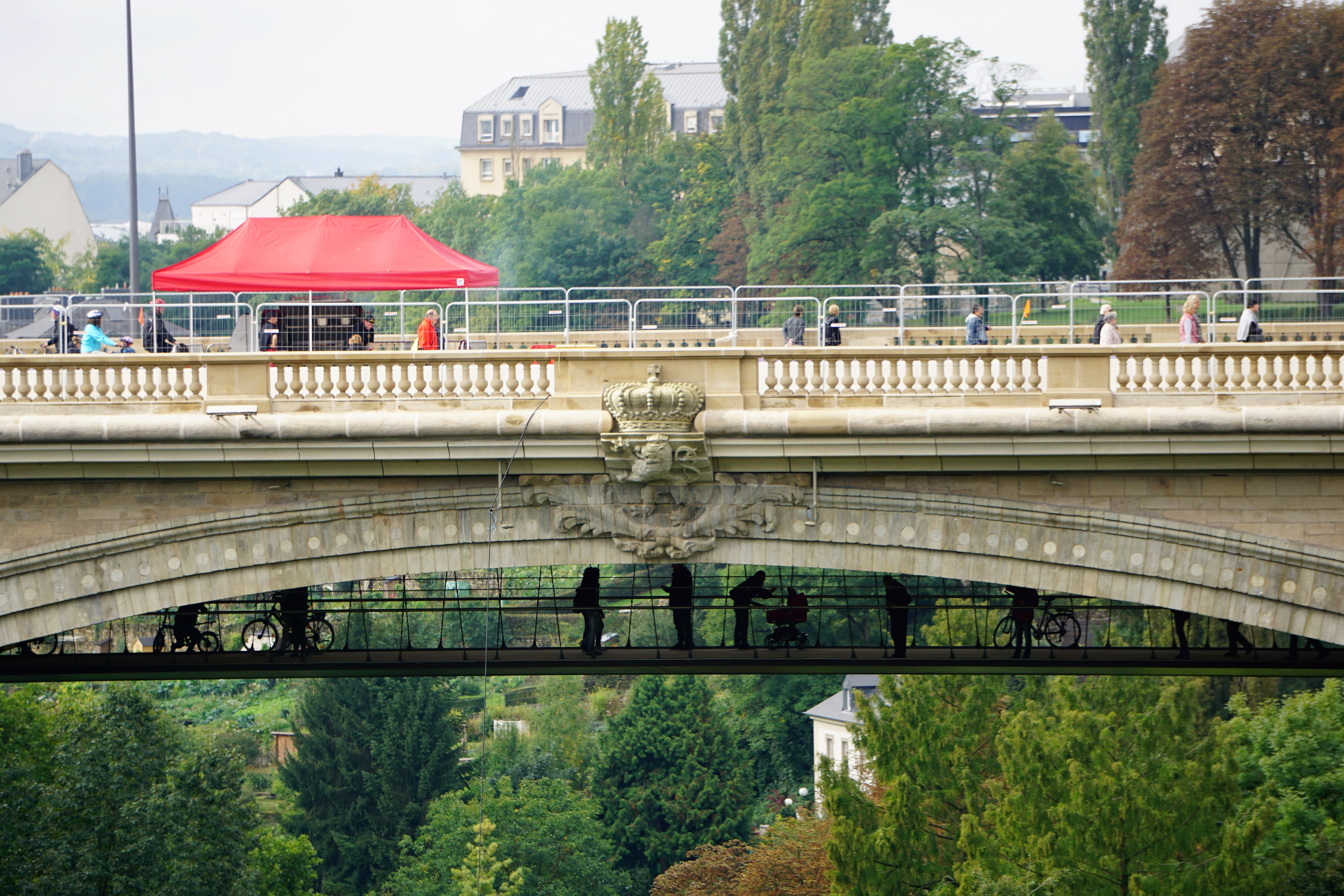
La passerelle s'intègre de façon discrète et ne dénature pas l'ouvrage historique.